# Santfelius
Santfelius, és una partida en part constituïda per camps de conreu del terme municipal de Conca de Dalt, al Pallars Jussà, a l'antic terme de Toralla i Serradell, en el territori del poble d'Erinyà.
Està situada al sud-est d'Erinyà, a la dreta i a prop del Flamisell i més lluny, però també a la dreta, del riu de Serradell. Té al nord-oest la partida de l'Acampador i al sud-oest la de Matavaques. La Pista de Santfelius discorre per l'est i el nord de la partida.